# Fonsomme
Fonsomme (tot 22 maart 2011 Fonsommes) is een gemeente in het Franse departement Aisne (regio Hauts-de-France) en telt 521 inwoners (2005). De plaats maakt deel uit van het arrondissement Saint-Quentin.

## Geografie
De oppervlakte van Fonsomme bedraagt 9,6 km², de bevolkingsdichtheid is 54,3 inwoners per km².
Nabij het dorpje ontspringt de rivier de Somme. Het is tevens af te leiden uit de plaatsnaam Fonsomme. Dit komt van het Latijn: Fontis Somene.
De onderstaande kaart toont de ligging van Fonsomme met de belangrijkste infrastructuur en aangrenzende gemeenten.

## Demografie
Onderstaande figuur toont het verloop van het inwonertal (bron: INSEE-tellingen).
Vanwege een beveiligingsprobleem met de MediaWiki Graph-software is het momenteel niet mogelijk deze grafiek weer te geven. Zodra de software is bijgewerkt zal de grafiek vanzelf weer zichtbaar worden.

## Externe links

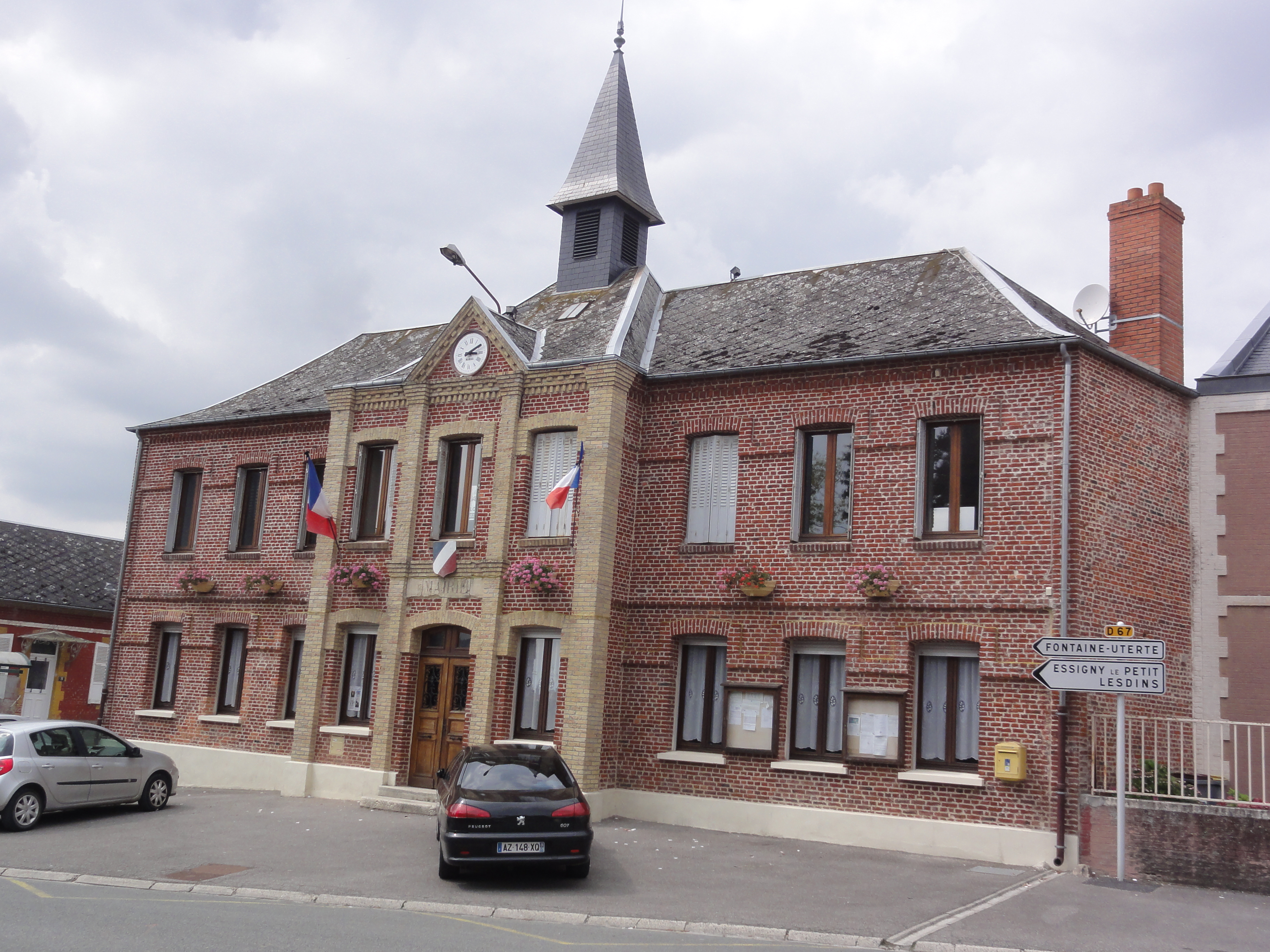
Gemeentehuis